# Puig de l'Església
El Puig de l'Església és una muntanya de 623,8 metres del terme comunal de Morellàs i les Illes, a la comarca del Vallespir (Catalunya del Nord).
Està situat en el centre de l'antic terme comunal de les Illes, i actualment queda al centre del terç meridional del de Morellàs i les Illes. És just al nord-est de l'església de la Mare de Déu del Remei, antiga església parroquial de les Illes. És a prop i al sud-est del veïnat de la Selva, al nord del Mas d'en Llençó i al nord-oest del Mas de la Costella.